# Anorthodes prima
Anorthodes prima är en fjärilsart som beskrevs av Smith 1891. Anorthodes prima ingår i släktet Anorthodes och familjen nattflyn. Inga underarter finns listade i Catalogue of Life.